# Węgierska Formuła 2000 Sezon 2020
Węgierska Formuła 2000 Sezon 2020 – dwudziesty dziewiąty sezon Węgierskiej Formuły 2000.

## Kalendarz wyścigów
| Runda | Data            | Tor          | Pole position | Najszybsze okrążenie | Zwycięzca (kierowcy) | Zwycięzca (zespoły) |
| ----- | --------------- | ------------ | ------------- | -------------------- | -------------------- | ------------------- |
| 1     | 25 lipca        | Čavle        | Olivér Michl  | –                    | –                    | –                   |
| 2     | 26 lipca        | Čavle        | –             | –                    | –                    | –                   |
| 3     | 22 sierpnia     | Slovakiaring | Attila Pénzes | Olivér Michl         | Olivér Michl         | F-Racing 2000 Kft.  |
| 4     | 23 sierpnia     | Slovakiaring | Olivér Michl  | Olivér Michl         | Olivér Michl         | F-Racing 2000 Kft.  |
| 5     | 5 września      | Brno         | Olivér Michl  | Olivér Michl         | Olivér Michl         | F-Racing 2000 Kft.  |
| 6     | 6 września      | Brno         | Olivér Michl  | Olivér Michl         | Olivér Michl         | F-Racing 2000 Kft.  |
| 7     | 23 października | Hungaroring  | Olivér Michl  | Olivér Michl         | Olivér Michl         | F-Racing 2000 Kft.  |
| 8     | 24 października | Hungaroring  | Olivér Michl  | Olivér Michl         | Olivér Michl         | F-Racing 2000 Kft.  |
| 9     | 25 października | Hungaroring  | Olivér Michl  | Olivér Michl         | Olivér Michl         | F-Racing 2000 Kft.  |

## Klasyfikacja kierowców
| Legenda oznaczeń w tabelach wyników Wyświetl szablon na nowej stronie | Legenda oznaczeń w tabelach wyników Wyświetl szablon na nowej stronie                                                                     |
| Oznaczenie                                                            | Wyjaśnienie |
| --------------------------------------------------------------------- | --- |
| Złoty                                                                 | Zwycięzca lub mistrzostwo |
| Srebrny                                                               | 2. miejsce lub wicemistrzostwo |
| Brązowy                                                               | 3. miejsce lub II wicemistrzostwo |
| Zielony                                                               | Ukończył, punktował (w klasyfikacji generalnej, gdy zdobył co najmniej jeden punkt na przestrzeni sezonu, poza trzema powyższymi opcjami) |
| Niebieski                                                             | Ukończył, nie punktował (w klasyfikacji generalnej, gdy nie zdobył co najmniej jednego punktu na przestrzeni sezonu)                      |
| Czerwony                                                              | Nie zakwalifikował się (NZ) |
| Czerwony                                                              | Nie prekwalifikował się (NPK) |
| Różowy                                                                | Nie ukończył (NU) |
| Różowy                                                                | Niesklasyfikowany (NS) (w klasyfikacji generalnej, gdy nie został sklasyfikowany w żadnym wyścigu sezonu)                                 |
| Czarny                                                                | Zdyskwalifikowany (DK) |
| Czarny                                                                | Wykluczony (WYK/EX) |
| Biały                                                                 | Nie wystartował (NW) |
| Biały                                                                 | Kontuzjowany (K/INJ) |
| Biały                                                                 | Wyścig odwołany (OD/C) |
| Bez koloru                                                            | Został wycofany (WYC/WD) |
| Bez koloru                                                            | Nie przybył (NP/DNA) |
| Bez koloru                                                            | Nie brał udziału w treningach (NT/DNP) |
| Bez koloru                                                            | Nie został zgłoszony (–) |
| Pogrubienie                                                           | Start z pole position |
| Kursywa                                                               | Najszybsze okrążenie wyścigu |
| †                                                                     | Nie ukończył, ale jego rezultat został zaliczony ze względu na przejechanie więcej niż 90% dystansu wyścigu.                              |
| *                                                                     | Sezon w trakcie |
| 1/2/3                                                                 | Punktowana pozycja w sprincie kwalifikacyjnym                                                                                             |
| Lista systemów punktacji Formuły 1                                    | |

| Poz.            | Kierowca       | Zespół             | GRO          | GRO          | SVK          | SVK          | BRN          | BRN          | HUN          | HUN          | HUN          | Punkty       |
| Formuła 2000    | Formuła 2000   | Formuła 2000       | Formuła 2000 | Formuła 2000 | Formuła 2000 | Formuła 2000 | Formuła 2000 | Formuła 2000 | Formuła 2000 | Formuła 2000 | Formuła 2000 | Formuła 2000 |
| --------------- | -------------- | ------------------ | ------------ | ------------ | ------------ | ------------ | ------------ | ------------ | ------------ | ------------ | ------------ | ------------ |
| 1               | Olivér Michl   | F-Racing 2000 Kft. | NW           | -            | 1            | 1            | 1            | 1            | 1            | 1            | 1            | 70           |
| 2               | Levente Baukó  | HF Racing          | -            | -            | 2            | 2            | -            | -            | 2            | 2            | 2            | 40           |
| 3               | Attila Pénzes  | Ateam              | -            | -            | NU           | -            | -            | -            | -            | -            | -            | 0            |
| Formuła Renault |                |                    |              |              |              |              |              |              |              |              |              |              |
| 1               | Olivér Michl   | F-Racing 2000 Kft. | -            | -            | -            | -            | 1            | 1            | 1            | 1            | 1            | 60           |
| 2               | Levente Baukó  | HF Racing          | -            | -            | 1            | 1            | -            | -            | 2            | 2            | 2            | 49           |
| Formuła 4       |                |                    |              |              |              |              |              |              |              |              |              |              |
| 1               | Benjámin Berta | F-Racing 2000 Kft. | 1            | 1            | 1            | 1            | 1            | 1            | 1            | 1            | -            | 50           |
| 2               | Olivér Michl   | F-Racing 2000 Kft. | NU           | -            | -            | -            | -            | -            | -            | -            | -            | 0            |